# 翠榕橋

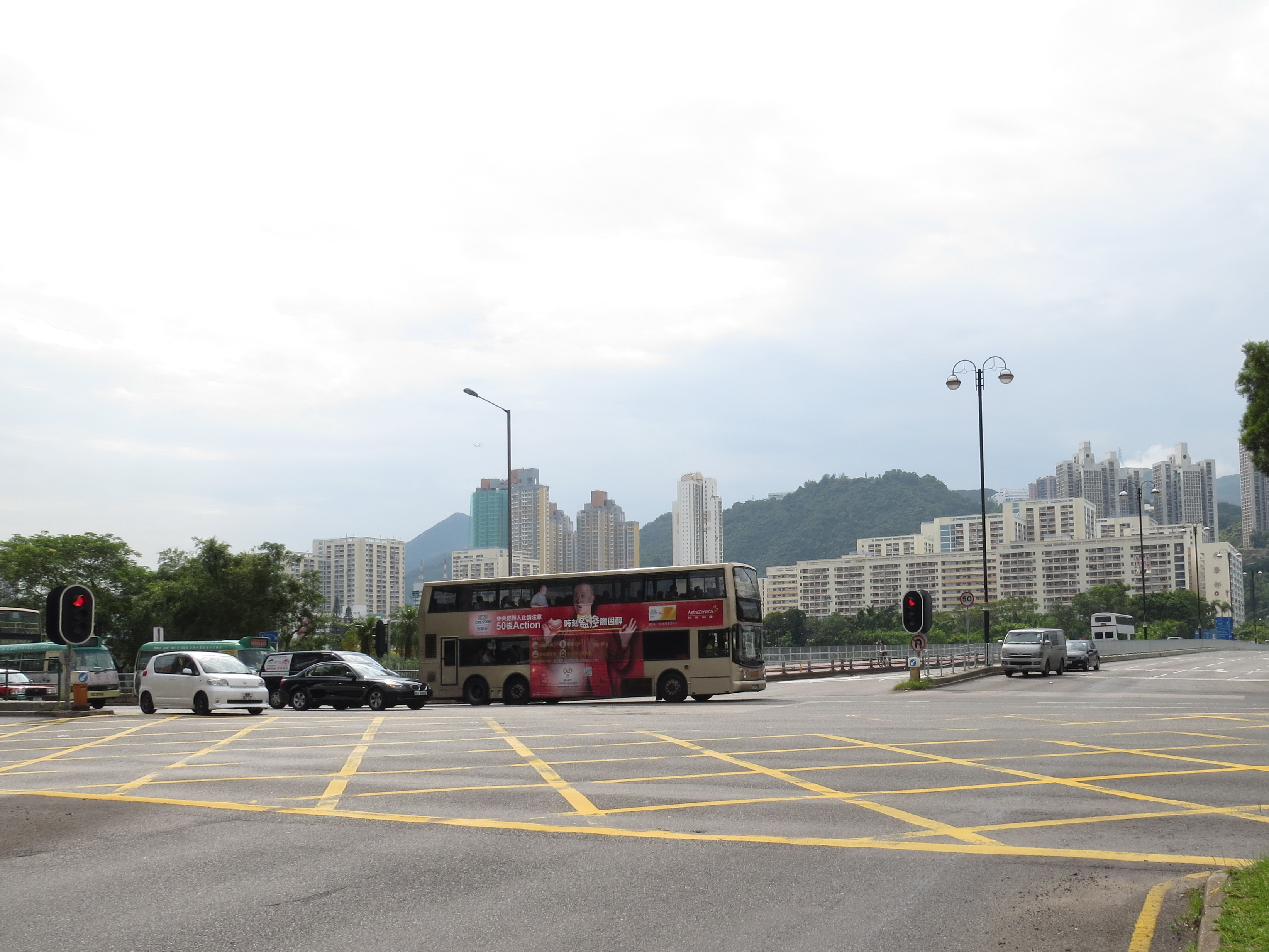
翠榕橋與大涌橋路交界，遠方建築物為禾輋邨。

翠榕橋（英語：Banyan Bridge）是香港的一條跨河行車橋，位於新界沙田沙田第一城（大涌橋路交界）至香港專業教育學院沙田分校（源禾路交界），橫跨城門河中游一帶，為火炭路的一部份，建於1980年代。旁為另一跨河行車橋錦龍橋。
翠榕橋設有三線雙程分隔車道，車道兩旁則設有行人路及單車徑。

## 鄰近主要建築物
- 香港專業教育學院沙田分校
- 沙田消防局
- 沙田運動場
- 禾輋邨
- 沙田第一城
- 富豪花園